# 1.Fußball-Club Schweinfurt 05 1963-1964
Questa voce raccoglie le informazioni riguardanti il 1.Fußball-Club Schweinfurt 05 nelle competizioni ufficiali della stagione 1963-1964.

## Stagione
Nella stagione 1963-1964 lo Schweinfurt, allenato da Fritz Käser, concluse il campionato di Regionalliga sud al 7º posto.

## Rosa
| N. |                     | Ruolo | Calciatore       |
| -- | ------------------- | ----- | ---------------- |
|    | Germania (bandiera) | P     | Winfried Böhm    |
|    | Germania (bandiera) | P     | Ernst Scheurer   |
|    | Germania (bandiera) | D     | Otto Baum        |
|    | Germania (bandiera) | D     | Werner Baumann   |
|    | Germania (bandiera) | D     | Robert Gehling   |
|    | Germania (bandiera) | D     | Elmar Korbacher  |
|    | Germania (bandiera) | D     | Karl-Jürgen Lang |
|    | Germania (bandiera) | D     | Werner Rumpel    |
|    | Germania (bandiera) | C     | Gert Brunnhuber  |
|    | Germania (bandiera) | C     | Endriß           |
|    | Germania (bandiera) | C     | Heinz Krämer     |

| N. |                     | Ruolo | Calciatore            |
| -- | ------------------- | ----- | --------------------- |
|    | Germania (bandiera) | C     | Siegfried Krüger      |
|    | Germania (bandiera) | C     | Rolf Kupfer           |
|    | Germania (bandiera) | A     | Erwin Aumeier         |
|    | Germania (bandiera) | A     | Bruno Grübert         |
|    | Germania (bandiera) | A     | Manfred Gunkel        |
|    | Germania (bandiera) | A     | Artur Hilmer          |
|    | Germania (bandiera) | A     | Günter Masurek        |
|    | Germania (bandiera) | A     | Heinz Rumpel          |
|    | Germania (bandiera) | A     | Friedrich Schlichting |
|    | Germania (bandiera) | A     | Rolf Schweighöfer     |
|    | Germania (bandiera) | A     | Herbert Wietschorke   |

## Organigramma societario
Area tecnica
- Allenatore: Fritz Käser
- Allenatore in seconda:
- Preparatore dei portieri:
- Preparatori atletici:
- Analisi video:

## Calciomercato

### Sessione estiva
| Acquisti | Acquisti | Acquisti | Acquisti |
| R.       | Nome     | da       | Modalità |
| -------- | -------- | -------- | -------- |

| Cessioni | Cessioni       | Cessioni              | Cessioni |
| R.       | Nome           | a                     | Modalità |
| -------- | -------------- | --------------------- | -------- |
| P        | Günter Bernard | Werder Brema          |          |
| C        | Helmut Kraus   | Eintracht Francoforte |          |

## Risultati

### Regionalliga

#### Girone di andata
| Arbitro: | Siebert |

|             |           |                      |
| Masurek 75’ | Marcatori | 11’ Becker 20’ Simon |

| Neu-Isenburg 11 agosto 1963 2ª giornata                                                              | 03 Neu-Isenburg | 1 – 5 referto                                        | Schweinfurt 05 | Sportanlage Buchenbusch |
| \| \| \| \| \| Schneider 32’ \| Marcatori \| 8’ Wietschorke 23’, 44’ Schweighöfer 32’, 56’ Kupfer \| |                 |                                                      |                |                         |
| |                 |                                                      |                |                         |
| Schneider 32’                                                                                        | Marcatori       | 8’ Wietschorke 23’, 44’ Schweighöfer 32’, 56’ Kupfer |                |                         |

| Arbitro: | Rodenhausen |

|                                                      |           |              |
| Schweighöfer 7’ Kupfer 46’, 87’ Wietschorke 52’, 74’ | Marcatori | 9’ Biesinger |

| Viernheim 25 agosto 1963 4ª giornata | Amicitia Viernheim | 0 – 0 referto | Schweinfurt 05 | Waldstadion (3 500 spett.)\| Arbitro: \| Gathof \| |
| Arbitro:                             | Gathof             |               |                |                                                    |

| Arbitro: | Treiber |

|                                            |           |                                  |
| Masurek 8’, 16’ Wietschorke 27’ Rumpel 69’ | Marcatori | 14’, 72’ Lotz 39’ Tripp 51’ Held |

| Arbitro: | Deuschel |

|                |           |            |
| Himmelmann 78’ | Marcatori | 89’ Gunkel |

| Arbitro: | Biwersi |

|                        |           |                                |
| Hilmer 15’ Masurek 46’ | Marcatori | 39’ Veit 87’ Kirchner 89’ Bast |

| Arbitro: | Jacobi |

|                                             |           |            |
| Tagliaferri 9’ Gresens 13’, 31’ Sattler 28’ | Marcatori | 64’ Krüger |

| Schweinfurt 6 ottobre 1963 9ª giornata                          | Schweinfurt 05 | 1 – 2 referto     | Fürth | Willy-Sachs-Stadion (3 200 spett.) |
| \| \| \| \| \| Masurek 72’ \| Marcatori \| 6’, 65’ Schneider \| |                |                   |       |                                    |
|                                                                 |                |                   |       |                                    |
| Masurek 72’                                                     | Marcatori      | 6’, 65’ Schneider |       |                                    |

| Arbitro: | Oppermann |

|            |           |             |
| Hilmer 23’ | Marcatori | 42’ Dienelt |

| Arbitro: | Alt |

|               |           |  |
| Mikulasch 41’ | Marcatori |  |

| Arbitro: | Kandlbinder |

|                                                                    |           |                             |
| Lang 10’ (aut.) Ohlhauser 20’, 21’, 61’, 64’, 81’ Röckenwagner 67’ | Marcatori | 13’ Schweighöfer 42’ Krüger |

| Arbitro: | Conrad |

|                       |           |  |
| Schweighöfer 31’, 42’ | Marcatori |  |

| Arbitro: | Ebersberger |

|             |           |  |
| Otschik 80’ | Marcatori |  |

| Arbitro: | Wengenmayer |

|                        |           |           |
| Gehling 59’ Rumpel 83’ | Marcatori | 42’ Greim |

| Arbitro: | Gathof |

|                        |           |  |
| Träutlein 43’ Sinn 88’ | Marcatori |  |

| Arbitro: | Fritz |

|                                             |           |  |
| Kupfer 7’ Masurek 37’ Schweighöfer 81’, 85’ | Marcatori |  |

| Arbitro: | Mohrs |

|  |           |             |
|  | Marcatori | 81’ Grübert |

| Arbitro: | Sparing |

|                                   |           |  |
| Schweighöfer 57’, 75’ Grübert 68’ | Marcatori |  |

#### Girone di ritorno
| Arbitro: | Kistner |

|                                             |           |  |
| Rumpel 7’ Schweighöfer 38’ Masurek 76’, 89’ | Marcatori |  |

| Arbitro: | Wengenmayer |

|              |           |  |
| Fröhlich 36’ | Marcatori |  |

| Arbitro: | Binder |

|                                                                 |           |             |
| Kupfer 4’ Gunkel 8’, 50’, 76’ Masurek 13’, 88’ Schweighöfer 83’ | Marcatori | 55’ Somogyi |

| Arbitro: | Mohrs |

|                                    |           |             |
| Nuber 12’ Lang 37’ (aut.) Held 82’ | Marcatori | 80’ Masurek |

| Arbitro: | Wagner |

|                             |           |  |
| Schweighöfer 18’ Gunkel 23’ | Marcatori |  |

| Mannheim 3 maggio 1964 25ª giornata | VfR Mannheim | 0 – 0 referto | Schweinfurt 05 | Rhein-Neckar-Stadion (1 000 spett.)\| Arbitro: \| Herbort \| |
| Arbitro:                            | Herbort      |               |                |                                                              |

| Arbitro: | Tremmel |

|                                         |           |                                    |
| Gunkel 25’ Masurek 32’ Schweighöfer 38’ | Marcatori | 6’, 14’, 64’ Tagliaferri 81’ Ammer |

| Arbitro: | Siebert |

|                          |           |                                      |
| Müller 32’ Schneider 74’ | Marcatori | 52’, 74’, 85’ Gunkel 88’ Wietschorke |

| Arbitro: | Conrad |

|                        |           |                      |
| Heinrich 77’ Ruoff 89’ | Marcatori | 2’ Masurek 4’ Gunkel |

| Arbitro: | Hager |

|                                              |           |           |
| Wietschorke 36’ Masurek 68’ Schweighöfer 86’ | Marcatori | 20’ Riedl |

| Arbitro: | Betz |

|                                       |           |                |
| Masurek 6’, 17’ Krüger 33’ Gunkel 37’ | Marcatori | 28’ Brenninger |

| Arbitro: | Alt |

|             |           |                  |
| Holland 85’ | Marcatori | 25’, 58’ Gehling |

| Arbitro: | Deuschel |

|                                     |           |  |
| Lang 44’ Krämer 59’ Wietschorke 85’ | Marcatori |  |

| Arbitro: | Wengenmayer |

|             |           |  |
| Richter 80’ | Marcatori |  |

| Arbitro: | Gusenburger |

|                                                            |           |  |
| Schweighöfer 26’ Krüger 50’ Lederer 69’ (aut.) Masurek 81’ | Marcatori |  |

| Arbitro: | Gathof |

|             |           |          |
| Stocker 82’ | Marcatori | 89’ Lang |

| Arbitro: | Geisert |

|                                                     |           |                                   |
| Gehling 10’ Rumpel 58’ Schweighöfer 60’ Masurek 65’ | Marcatori | 13’ Späth 43’ Linkert 84’ Stracke |

| Arbitro: | Kreitlein |

|                   |           |                      |
| Volkmann 49’, 68’ | Marcatori | 2’ Gunkel 86’ Krüger |

| Arbitro: | Tschenscher |

|            |           |                 |
| Becker 26’ | Marcatori | 31’ Wietschorke |

## Statistiche

### Statistiche di squadra
| Competizione     | Punti | In casa | In casa | In casa | In casa | In casa | In casa | In trasferta | In trasferta | In trasferta | In trasferta | In trasferta | In trasferta | Totale | Totale | Totale | Totale | Totale | Totale | DR  |
| Competizione     | Punti | G       | V       | N       | P       | Gf      | Gs      | G            | V            | N            | P            | Gf           | Gs           | G      | V      | N      | P      | Gf     | Gs     | DR  |
| ---------------- | ----- | ------- | ------- | ------- | ------- | ------- | ------- | ------------ | ------------ | ------------ | ------------ | ------------ | ------------ | ------ | ------ | ------ | ------ | ------ | ------ | --- |
| Regionalliga sud | 43    | 19      | 13      | 2       | 4       | 59      | 24      | 19           | 4            | 7            | 8            | 23           | 31           | 38     | 17     | 9      | 12     | 82     | 55     | +27 |
| Totale           | 43    | 19      | 13      | 2       | 4       | 59      | 24      | 19           | 4            | 7            | 8            | 23           | 31           | 38     | 17     | 9      | 12     | 82     | 55     | +27 |

### Andamento in campionato
| Giornata  | 1  | 2 | 3 | 4 | 5 | 6 | 7  | 8  | 9  | 10 | 11 | 12 | 13 | 14 | 15 | 16 | 17 | 18 | 19 | 20 | 21 | 22 | 23 | 24 | 25 | 26 | 27 | 28 | 29 | 30 | 31 | 32 | 33 | 34 | 35 | 36 | 37 | 38 |
| --------- | -- | - | - | - | - | - | -- | -- | -- | -- | -- | -- | -- | -- | -- | -- | -- | -- | -- | -- | -- | -- | -- | -- | -- | -- | -- | -- | -- | -- | -- | -- | -- | -- | -- | -- | -- | -- |
| Luogo     | C  | T | C | T | C | T | C  | T  | C  | C  | T  | T  | C  | T  | C  | T  | C  | T  | C  | C  | T  | C  | T  | C  | T  | C  | T  | T  | C  | C  | T  | C  | T  | C  | T  | C  | T  | T  |
| Risultato | P  | V | V | N | N | N | P  | P  | P  | N  | P  | P  | V  | P  | V  | P  | V  | V  | V  | V  | P  | V  | P  | V  | N  | P  | V  | N  | V  | V  | V  | V  | P  | V  | N  | V  | N  | N  |
| Posizione | 16 | 6 | 4 | 6 | 6 | 7 | 10 | 12 | 14 | 11 | 12 | 16 | 14 | 15 | 14 | 14 | 13 | 11 | 11 | 8  | 9  | 8  | 10 | 9  | 9  | 9  | 9  | 9  | 9  | 9  | 8  | 8  | 8  | 8  | 8  | 7  | 7  | 7  |

Legenda:

Luogo: C = Casa; T = Trasferta. Risultato: V = Vittoria; N = Pareggio; P = Sconfitta.

### Statistiche dei giocatori
| E. Aumeier      | 20 | 0  | 0 | 0 |
| O. Baum         | 1  | 0  | 0 | 0 |
| W. Baumann      | 3  | 0  | 0 | 0 |
| G. Brunnhuber   | 7  | 0  | 0 | 0 |
| W. Böhm         | 8  | 0  | 0 | 0 |
| E. Endriß       | 2  | 0  | 0 | 0 |
| R. Gehling      | 25 | 4  | 0 | 0 |
| B. Grübert      | 14 | 2  | 0 | 0 |
| M. Gunkel       | 28 | 12 | 0 | 0 |
| A. Hilmer       | 4  | 2  | 0 | 0 |
| E. Korbacher    | 9  | 0  | 0 | 0 |
| H. Krämer       | 32 | 1  | 0 | 0 |
| S. Krüger       | 22 | 5  | 0 | 0 |
| R. Kupfer       | 35 | 6  | 0 | 0 |
| K. Lang         | 34 | 2  | 0 | 0 |
| G. Masurek      | 35 | 18 | 0 | 0 |
| H. Rumpel       | 15 | 3  | 0 | 0 |
| W. Rumpel       | 32 | 1  | 0 | 0 |
| E. Scheurer     | 30 | 0  | 0 | 0 |
| F. Schlichting  | 1  | 0  | 0 | 0 |
| R. Schweighöfer | 34 | 17 | 0 | 0 |
| H. Wietschorke  | 27 | 8  | 0 | 1 |